# Дрвеник (Зларин)
Дрвеник је мало ненасељено острво у хрватском делу Јадранског мора, у акваторији града Шибеника са групом од 15 острва и острвца око Зларина, у којој је други по величини.
Налази се 1 км источно од рта Рат на острву Зларин. На северној страни острва налази се светионик. Површина острва износи 0,309 км². Дужина обалске линије је 2,43 км.. Највиши врх на острву је висок 52 м.